# Catedral de Santa María (Portland)
La Catedral de Santa María o bien la Catedral de la Inmaculada Concepción  (en inglés: St. Mary's Cathedral) es la sede de la arquidiócesis de Portland en Portland, Oregón, Estados Unidos y sirve a los católicos en el oeste de Oregón.
En 1925 el Arzobispo Alexander Christie autorizó la construcción de una nueva catedral en la esquina de las calles 18 y NW Couch mientras luchaba con una enfermedad mortal. Los feligreses y el clero de toda la Arquidiócesis respondieron. En menos de un año, el 14 de febrero de 1926, la nueva iglesia se abrió.  Los primeros servicios se llevaron a cabo el viernes 19 de febrero de 1926. 
En 1993, se completó un estudio para una restauración. Thomas Hacker y Associates, una firma de arquitectos Portland, creó un proyecto de restauración detallada de la catedral y un plan maestro más grande en el que se preveían mejoras de largo alcance alrededor de la Catedral de acuerdo con la tradición católica. La catedral fue restaurada por los 150 años de la Arquidiócesis de Portland en 1996.